# Леон Туган-Барановський
Леон Туган-Барановський (22 червня 1907, Санкт-Петербург – 27 квітня 1954, Франкфурт-на-Майні) — польський шахіст і шаховий композитор білорусько-татарського походження.

## Життєпис
Народився в Санкт-Петербурзі в знатній родині. Після більшовицького перевороту, виїхав з батьками спершу до Столбців на заході Білорусі, а згодом до Варшави. 1925 дебютував у турнірі в Варшаві (посів 10-те місце, перемогу тоді здобув Станіслав Кон). На відбірковому змаганні 1925–26 в Варшаві, що передував першому Чемпіонату Польщі з шахів, посів 7-8 місце з 14 учасників (не зміг кваліфікуватися).
У квітні 1933 року Товбін став одним із засновників Варшавського шахового клубу разом з Давидом Пшепюркою, Казімежом Макарчиком, Пауліном Фрідманом та Ізааком Товбіним. У 1930-х роках співпрацював з міжнародними шаховими виданнями як композитор, вів шахові рубрики у варшавських журналах Dzień Polski, Strzelec та краківському Czas. Брав участь у різного рівня індивідуальних та командних турнірах, грав у заочні шахи (за листуванням). Серед іншого, учасник ІІ командного чемпіонату Польщі з шахів у Катовицях, 1934. Згадується як автор двох підручників шахової гри, поліглот, дописував також у іноземній пресі (зокрема, Deutsche Schachzeitung, L'Echiquier, Kagans Neueste Schachnachrichten, Die Schwalbe).
У часи ІІ світової війни Леон Туган-Барановський працював перекладачем у Вермахті на Східному фронті (1941—1942). Згодом, у 1943—1944 поселився у Генерал-Губернаторстві (територія Центральної Польщі в часи окупації), інформатор Армії Крайової в донесенні називає його «промисловцем», який заможно живе, товаришує з німцями, має ті ж привілеї, що німці. Грав у кількох тогочасних турнірах: у грудні 1943 посів 5–6 місце на 4-му турнірі Генерал-Губернаторства. У лютому 1944 був 4-м, позаду Боголюбова, Богатирчука та Репшторфа у Радомі. Наприкінці війни виїхав у американську окупаційну зону, де публікувався під псевдонімом Wormatius. Виграв приз для триходівок (у співавторстві з А.Гольдштейном) у Revista Romana de Sah, 1948. Загинув у автокатастрофі у Франкфурті коли йому було 46 років.